# Hausruck

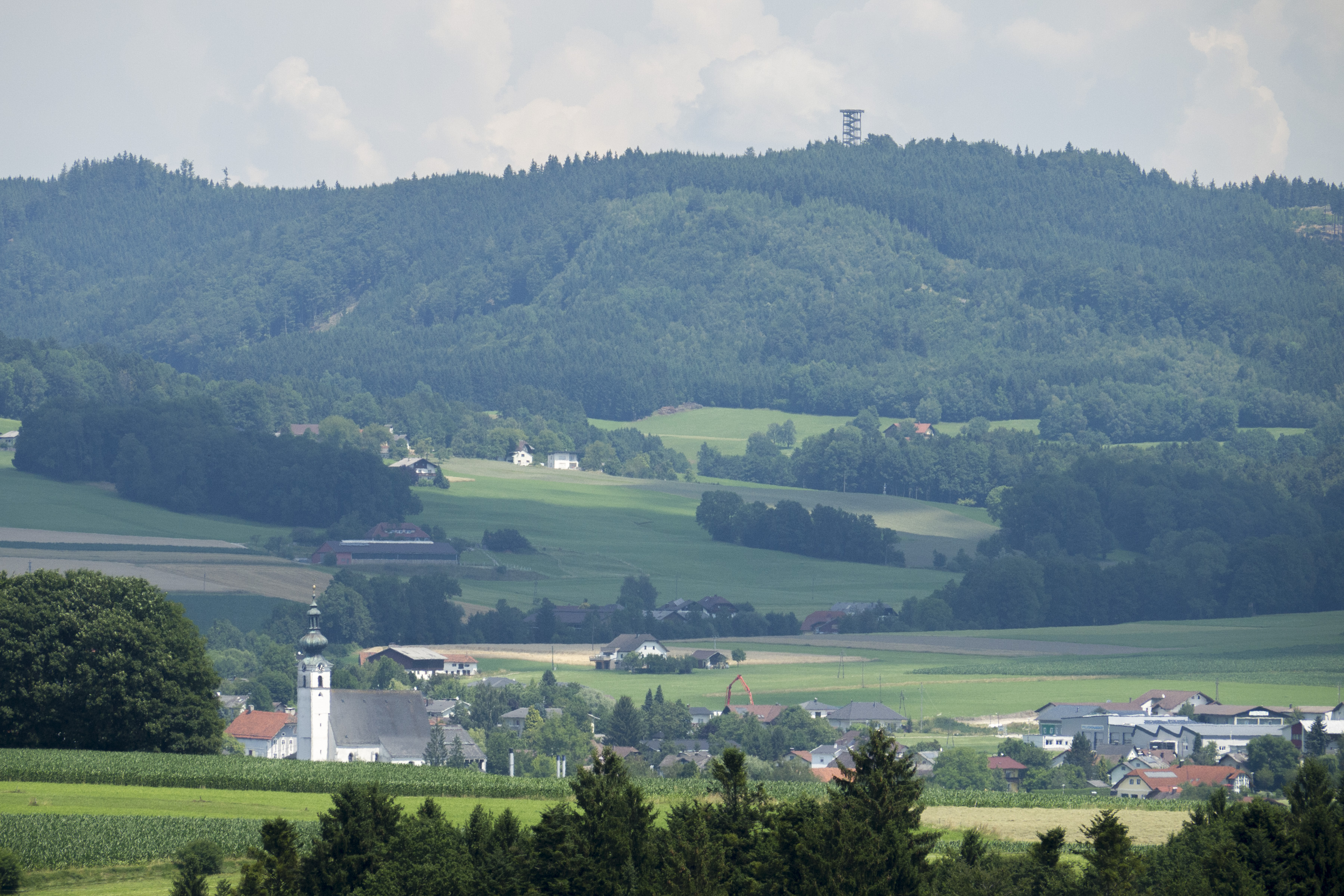
Frankenburg mit dem Göblberg

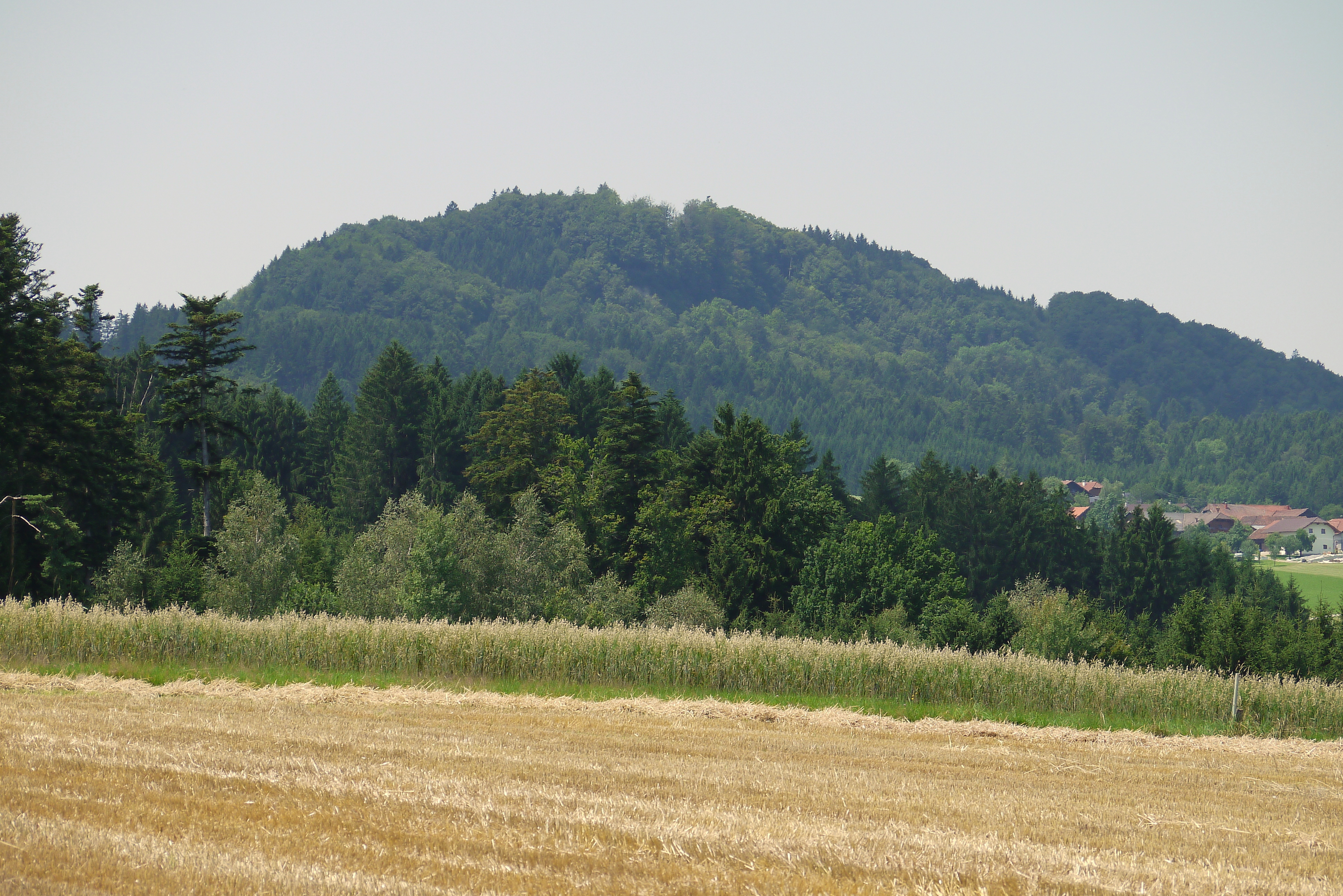
Der Hobelsberg an der Grenze zum Kobernaußerwald

Der Hausruck ist eine Hügelkette im Alpenvorland Österreichs, die den Ostteil des Hausruck-und-Kobernaußerwald-Zuges bildet. Er hat eine Länge von etwa 30 km. Der höchste Punkt ist der 801 Meter hohe Göblberg. Im Südwesten des Mittelgebirges anschließend liegt der Kobernaußerwald. Der Hausruck, im 19. Jahrhundert noch Haussrugg, verleiht dem Hausruckviertel, einem der vier Viertel Oberösterreichs, seinen Namen.

## Lage und Landschaft
Der Hausruck ist ein seichtes Hügelland, teils von dicht mit Fichtenforsten bewaldetem Mittelgebirgscharakter, durchwegs Wirtschaftswald, vereinzelt auch mit naturnahen Eichen-Hainbuchenwäldern, in den Bachläufen und hügeligen Randzonen aufsteigend Kulturland. Im Zentrum des Bergzugs liegt der Waldanteil bei etwa 90 %, im Siedlungsraum bei ca. 35 %. Der Hausruckwald gehört zusammen mit dem Kobernaußerwald zu den größten zusammenhängenden Waldgebieten Europas. Im Siedlungsraum sind die Landschaftselemente kleinstrukturiert, die Besiedelung gering. Das Grünland sind nährstoffreiche Wiesen, verbreitet aber auch vermoorte Waldwiesen und andere Magerwiesentypen. Naturnahe Vegetationsgruppen sind dort selten.
Der Hauptkamm ist eben, mit Höhen um 700 bis 800 Meter, die Täler fiedern aus. Die wichtigsten Flüsse sind nordwärts Waldzeller Ache, Oberach (Antiesen) und Antiesen zum Inn ostwärts Trattnach und Weinbach über den Innbach zur Donau, südost- und südwärts Ottnanger Redlbach, Ampflwanger Bach, Frankenburger Redlbach und Fornacher Redlbach zu Vöckla und Ager/Traun/Donau, und südwestwärts Schwemmbach über Mattig zum Inn. Seen fehlen, Teiche und Tümpel sind sehr selten.

## Umgrenzung und benachbarte Regionen
Nach der Gebirgsgruppengliederung nach Trimmel wird der Hausruck als Nr. 1577 geführt (unter 1570 Flyschgebiet und Alpenvorland zwischen Salzach und Traun und der südlich anschließenden Großgruppe 1500 Östliche Salzkammergutalpen beigestellt). Die orographisch ausgelegte Gliederung umgrenzt den Hausruck folgendermaßen (im Uhrzeigersinn):
- im Norden Waldzell – Straße östlich über Schildorn, Gutensham, Feichtet nach Eberschwang – Antiesen abwärts bis westlich von Hof – St. Marienkirchener Bach entlang bis St. Marienkirchen – Straße über Hatting und Schernham (Gem. Geiersberg, Kote 582) nach Haag am Hausruck
- im Osten Haag am Hausruck – Straße über Marschalling, Gröming, Altenhof a.H., Kohlgrube und Wolfsegg nach Ottnang – Redlbach abwärts bis Hohenbaumgarten – Bahnlinie bis Attnang
- im Süden weiter bis Puchheimer Au – Ager bis Vöcklabruck – Vöckla über Timelkam, Vöcklamarkt bis westlich von Frankenmarkt – Kirchhamer Bach – Landgraben – Straße über Forstern zum Schwemmbach bei Höcken (östlich Schneegattern, Gem. Lengau)
- im Westen Schwemmbach nordöstlich aufwärts über Hocheck (588 m) bis Winterleiten – Hundstalbach – Kammhöhe am Hamberg (östlich Kote 722) – Ertlmoos – Waldzeller Ache bis Waldzell

Dabei wird die Westgrenze zum Kobernaußerwald, die sich in der Landschaft kaum abzeichnet, weil der Höhenrücken gleichmäßig weiterläuft, in der Literatur durchaus auch anders gesehen. Es finden sich etwa:
- die wenige Kilometer östlich parallel zur Trimmel-Linie verlaufende Wasserscheide Ager/Traun (Donau unterhalb Jochenstein) zu Salzach/Inn (Donau oberhalb J.) über Florianikapelle (691 m), Kalteis (734 m) und Hamberg, die dort dann aber östlich um Eberschwang abschwenkt (Antiesen zum Inn)
- der Fornacher Redlbach, mit Fortsetzung zur Waldzeller Ache,[4] sodass das Meisterholz (711 m) oberhalb Pöndorf noch zum Kobernaußerwald gehört

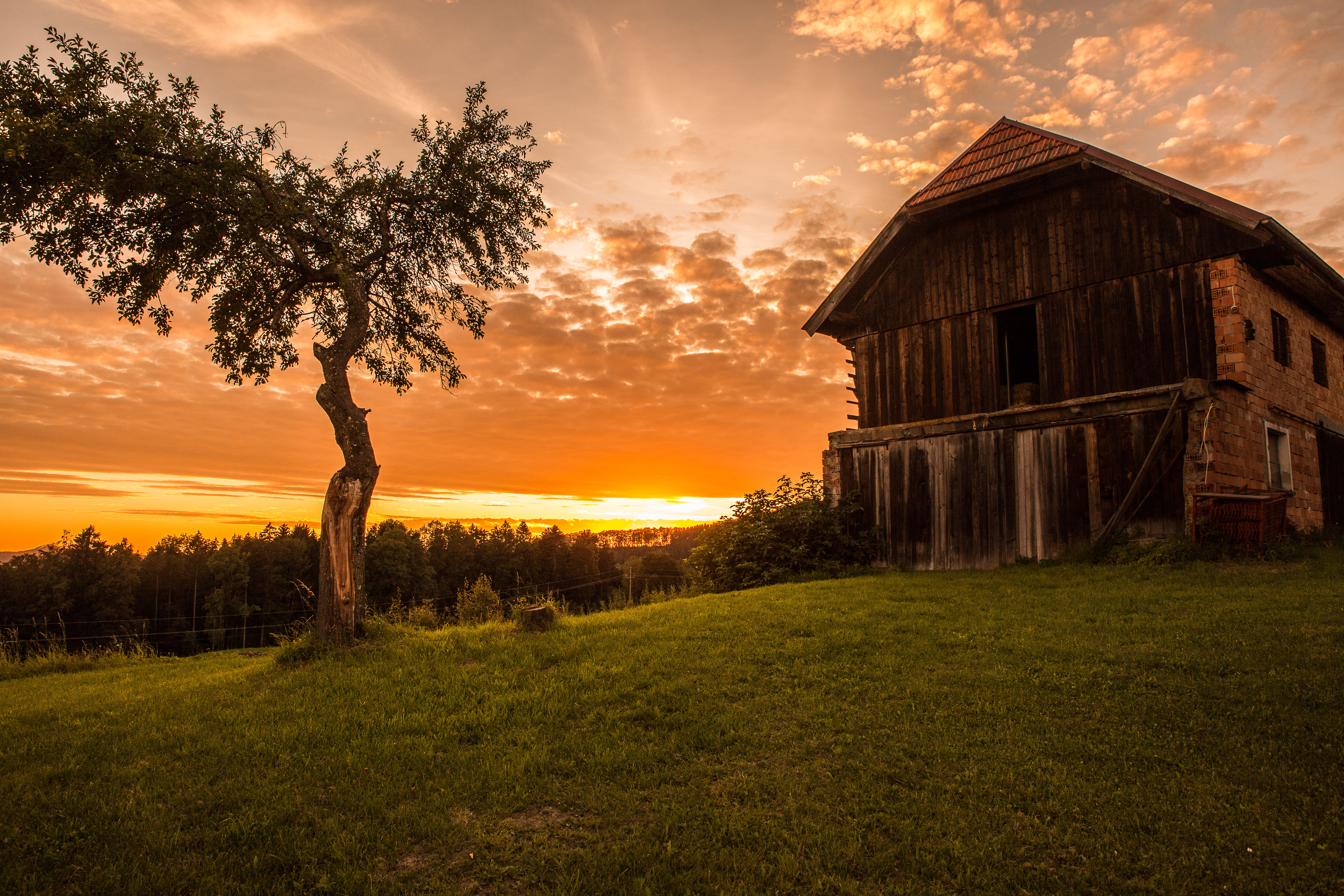
Sonnenuntergang in Ackersberg in Neukirchen an der Vöckla

- Sonnenuntergang in Ackersberg in Neukirchen an der Vöcklaund sogar – beinahe quer zu vorgenannten Linien – von Frankenburg den Kamm entlang über den Hamberg westwärts bis Steiglberg (767 m, Kobernaußerwaldwarte) und dann nordwärts,[5] womit auch der Hobelsberg (Ries’n, 777 m) zwischen Fornach und Frankenburg in den Kobernaußerwald fiele, und dann auch als dessen höchste Erhebung genannt wird.

Jedenfalls zählen sich am Nordhang die Gemeinden Lohnsburg (namentlich) und Waldzell konsequent zum Kobernaußerwald, Schildorn zu beiden und erst Pramet zum Hausruck, im Süden Pöndorf zum Kobernaußerwald, Fornach und Redleiten zu beiden, und Frankenburg (namentlich) zum Hausruck, sodass diesbezüglich grob die Linie Vöcklamarkt – Redleiten – Schildorn (knapp westlich der Frankenburger Straße L 509, von Ried i.I. recht genau südwärts) angesetzt werden könnte.
Die Oberösterreichische Raumordnungsgliederung (NaLa – Natur und Landschaft) zeichnet den Hausruck nicht eigenständig in der Raumeinheit Hausruck und Kobernaußerwald (HKW) heraus, außerdem setzt sie das Gebiet in wesentlich engeren Grenzen, die in weiten Bereichen grob der 600-Meter-Höhenlinie entsprechen.
Benachbart (im Uhrzeigersinn) liegen folgende Regionen:
- im Westen der Kobernaußerwald
- im Norden und Osten umfasst das Inn- und Hausruckviertler Hügelland (nach Oö. Raumordnung/NaLa, IHH) bzw. Vorland zwischen Inn und Traun (nach Trimmel, 1578) den Hausruck
- im Süden schließt ab Attnang-Puchheim das Vorland zwischen Flyschgrenze und Vöckla (nach Trimmel, 1575), nach NaLa weiterhin Inn- und Hausruckviertler Hügelland, nach der bei Redl das Vöckla-Ager-Hügelland (VAH) beginnt.

## Klima
Das Klima ist niederschlagsreich und weist bis zu 1200 mm Niederschlag pro Jahr auf, die Jahresmitteltemperatur liegt zwischen 7,6 und 7,8 °C. Der Hausruck-Kobernaußerwald-Zug liegt im Zentralraum des trichterförmigen Bereichs des Mitteleuropäischen Übergangsklimas. Etwa 65 % der Jahresniederschläge fallen im Sommerhalbjahr, das Niederschlagsmaximum fällt mit dem Temperaturmaximum im Juli zusammen. Ein typisches Nebenmaximum im Februar führt immer wieder zu Schneebrüchen. Die Niederschlagsmenge nimmt nach Osten zu, die Temperatur ab, sodass am Osthang das Klima am rauesten ist.
Die mittlere Windgeschwindigkeit ist relativ hoch und liegt bei 2–3 m/s, Windwürfe treten bei Frühjahrs- und Herbststürmen regelmäßig auf, der Hausruck ist deswegen aber auch Standort der ersten Windkraftwerke Österreichs.
|                        | Jan  | Feb  | Mär  | Apr  | Mai  | Jun   | Jul   | Aug   | Sep  | Okt  | Nov  | Dez  |   |         |
| Mittl. Temperatur (°C) | −1,6 | −0,6 | 3,3  | 7,1  | 12,5 | 15,3  | 17,3  | 17,2  | 13,2 | 7,9  | 2,4  | −0,4 | ⌀ | 7,8     |
| Mittl. Tagesmax. (°C)  | 0,9  | 2,7  | 7,5  | 11,8 | 17,6 | 20,2  | 22,3  | 22,4  | 18,0 | 12,0 | 5,2  | 2,2  | ⌀ | 11,9    |
| Mittl. Tagesmin. (°C)  | −4,0 | −3,0 | 0,2  | 3,6  | 8,4  | 11,3  | 13,2  | 13,2  | 9,9  | 5,1  | 0,2  | −2,6 | ⌀ | 4,7     |
|                        |      |      |      |      |      |       |       |       |      |      |      |      |   |         |
| Niederschlag (mm)      | 70,0 | 61,0 | 78,9 | 75,5 | 90,9 | 124,4 | 125,6 | 106,0 | 82,1 | 66,9 | 83,4 | 85,9 | Σ | 1.050,6 |
|                        |      |      |      |      |      |       |       |       |      |      |      |      |   |         |
| Sonnenstunden (h/d)    | 1,8  | 3,2  | 4,2  | 5,4  | 7,1  | 6,9   | 7,3   | 7,4   | 5,5  | 3,9  | 2,1  | 1,5  | ⌀ | 4,7     |

| −4,0 |

| −3,0 |

| 0,2 |

| 3,6 |

| 8,4 |

| 11,3 |

| 13,2 |

| 13,2 |

| 9,9 |

| 5,1 |

| 0,2 |

| −2,6 |

| −4,0 |

| −3,0 |

| 0,2 |

| 3,6 |

| 8,4 |

| 11,3 |

| 13,2 |

| 13,2 |

| 9,9 |

| 5,1 |

| 0,2 |

| −2,6 |

| N i e d e r s c h l a g | 70,0 | 61,0 | 78,9 | 75,5 | 90,9 | 124,4 | 125,6 | 106,0 | 82,1 | 66,9 | 83,4 | 85,9 |
|                         | Jan  | Feb  | Mär  | Apr  | Mai  | Jun   | Jul   | Aug   | Sep  | Okt  | Nov  | Dez  |

## Geologie und Bodenschätze
Der Hausruck setzt sich vornehmlich aus Schlier und Schottern zusammen. Es gibt dort Vorkommen an Braunkohle, deren Abbau jedoch eingestellt wurde. Daneben gibt es auch kleinere Erdöl- und Erdgasvorkommen, u. a. bei Puchkirchen. Im Gebiet liegen verstreut kleine Schottergruben, auch Ziegelei ist zu finden.
Der Hausruck – wie auch der Kobernaußerwald – bildet sich aus neogenen Sedimenten, verfestigter tertiärer Vorlandmolasse. Der Grund, warum gerade dieser Bergzug charakteristisch frei steht, ist unklar, Tektonik und postsedimentäre Aufwölbung sind auszuschließen. Jedenfalls ist, zur Zeit der Bildung des Kobernaußerwalds im Badenium, der Hausruck Festland gewesen, der Schliersockel ist wellig erodiert. Auch das Profil der jüngeren Schichten unterhalb des Hauptkammschotters ist erosiv überformt. Ob der Hausruck – bzw. die gesamte Vorlandkohle – Waldbestand waren oder als Schwenngut aus den Alpen eingetragen wurden, ist noch unklar.
Der stratigraphisch-lithogenetische Aufbau des Hausrucks gestaltet sich folgendermaßen:
- Innviertler Serie – tonig-mergelige und sandige Formationen des Ottnangium (um 18 mya, radiometrisch lokal auf 22–23 mya datiert), in einem seichtmarinen Milieu (Paratethys) abgelagert
  - Vöcklaschichten – Schliere im Südosten entlang der Vöckla
  - Atzbacher Sande – Vöcklabruck bis Lambach, 60 bis 80 m mächtig; fein- bis mittel körnige quarzreiche Sande, glimmerführend, hellgrau bis grünlichgrau, im Aufschluss oft bräunlich verwittert
  - Ottnanger Schlier – im Süden und Osten des Hausruckkammes; grauer, grüngrauer oder graublauer Tonmergel, dünnblättrig geschichtet mit glimmerreiche Feinsandlagen
  - Rieder Schichten – nördlich des Hausrucks; graublaue bis grünlichgraue, glimmerführende, schwach feinsandige Tonmergel, dünnbankig geschichtet mit Lagen und Linsen von Feinsand
- Kohleführende Süßwasserschichten – Pelite (vorherrschend), Kiese und Sande des Badenium bis Unterpannon (Slavonium, 11–7 mya), limnisch-fluviatilen Sedimente, diskordant bis mäßig geschichtet; stückige Weichbraunkohle/Mattkohle, fast schwefelfrei, aus Sequoien und Angiospermen, auch Kiefernzapfen, außerhalb der Kohle aber fossilfrei (auch ohne Mikrofossilien)[17][18]
- Hausruckschotter – bis 170 m mächtige Deckschicht des Hauptkamms, oberer Unter-Pannon, gegen Osten ansteigend und verdickend (am Kölblberg etwa 140 m, Oberkante der Kohlenserie bei 660–680 m); Gerölle (Quarz, verschiedene Gneise, schwarze Kieselschiefer, rote, graue und weiße Kalke, Mergel und Sandsteine), Maximum der Korngröße Kies bis Mittelschotter, grobe Sandlagen, häufig Schräg- und Kreuzschichtung, Konglomerat- und Sandsteinbänke, Fossilien (Holze, Dorcatherium, Hipparion, Dicerorhinus, Mastodon)[19]
- überdeckt sind diese Schichtungen von quartären Sedimenten, Deckschotter im Norden, Moränen und Alluviale der Gräben im Süden, wo sich auch Lösse finden

Vom Kobernaußerwald unterscheidet sich der Hausruck geologisch primär dadurch, dass die Sande im Süden, beim Kobernaußerwald am Nordhang zutage treten, und dort die kohleführenden Süßwasserschichten großräumiger, aber mit der viel ausgedehnteren Schotterdeckschicht verbunden sind, und daher auch an der Südabdachung gut vertreten sind. Dabei sind die Schlierschichten landwirtschaftlich genutzt, die Schotter bewaldet. Die obere Süßwassermolasse setzt sich noch bis an die oberösterreichisch-bayerische Grenze fort, zu der auch der östlich nach dem Mattigtal liegende Siedelberg und die Kohlegebiete um Trimmelkam gehören.
Grundwasserstauer sind die kohleführenden Süßwasserschichten, die das niederschlagsreiche Gebiet in zahlreichen lokaltypischen Haus- und Ortsbrunnen erschließen, die Gießerquelle (Versorgung Wolfsegg, Ottnang und Zell a.P.) etwa schüttet bis zu 9 Sekundenliter. Trotzdem sind heute die meisten Zentralbrunnen der Gemeinden und zunehmend auch Hausbrunnen Tiefbrunnen in den Schlier.